# Mélanie Vieu
Mélanie Vieu (ur. 16 grudnia 1998) – francuska judoczka. Startowała w Pucharze Świata w 2017, 2019 i 2022. Złota medalistka igrzysk śródziemnomorskich w 2022. Mistrzyni Europy U-23 w 2020. Wicemistrzyni Francji w 2019 roku.